# Hải An (phường)
Hải An là một phường thuộc thị xã Nghi Sơn, tỉnh Thanh Hóa, Việt Nam.

## Địa lý
Phường Hải An nằm ở phía đông bắc thị xã Nghi Sơn, có vị trí địa lý:
- Phía đông giáp Biển Đông
- Phía tây giáp xã Ngọc Lĩnh
- Phía nam giáp phường Tân Dân
- Phía bắc giáp phường Hải Ninh.

Phường Hải An có diện tích 6,26 km², dân số năm 2019 là 6.528 người, mật độ dân số đạt 1.043 người/km².

## Lịch sử
Trước đây, Hải An là một xã thuộc huyện Tĩnh Gia.
Ngày 22 tháng 4 năm 2020, Ủy ban Thường vụ Quốc hội ban hành Nghị quyết số 933/NQ-UBTVQH14 về việc thành lập thị xã Nghi Sơn và các phường thuộc thị xã Nghi Sơn (nghị quyết có hiệu lực từ ngày 1 tháng 6 năm 2020). Theo đó, chuyển huyện Tĩnh Gia thành thị xã Nghi Sơn và thành lập phường Hải An trên cơ sở toàn bộ 6,26 km² diện tích tự nhiên và 6.528 người của xã Hải An.

## Giáo dục
Trên địa bàn phường Hải An có các trường:
- Trường Tiểu học Hải An
- Trường Trung học cơ sở Hải An
- Trường Trung học phổ thông Tĩnh Gia 4.